# بالگرد چندمنظوره
بالگرد چندمنظوره به بالگردهایی گفته می‌شود که هم توانایی جابجایی سربازان را دارند و هم در نقش‌های دیگری چون فرماندهی و کنترل هوایی، تأمین تدارکاتی، آمبولانس هوایی و حمل مصدومین، و در صورت مسلح‌سازی برای انجام مأموریت‌های تهاجمی مورد استفاده قرار می‌گیرند. اصطلاح بالگرد چندمنظوره اشتراک معنایی زیادی با بالگرد ترابری دارد و معمولاً بالگردهای ترابری سایز متوسط بالگرد چندمنظوره محسوب می‌شوند.

## نگارخانه

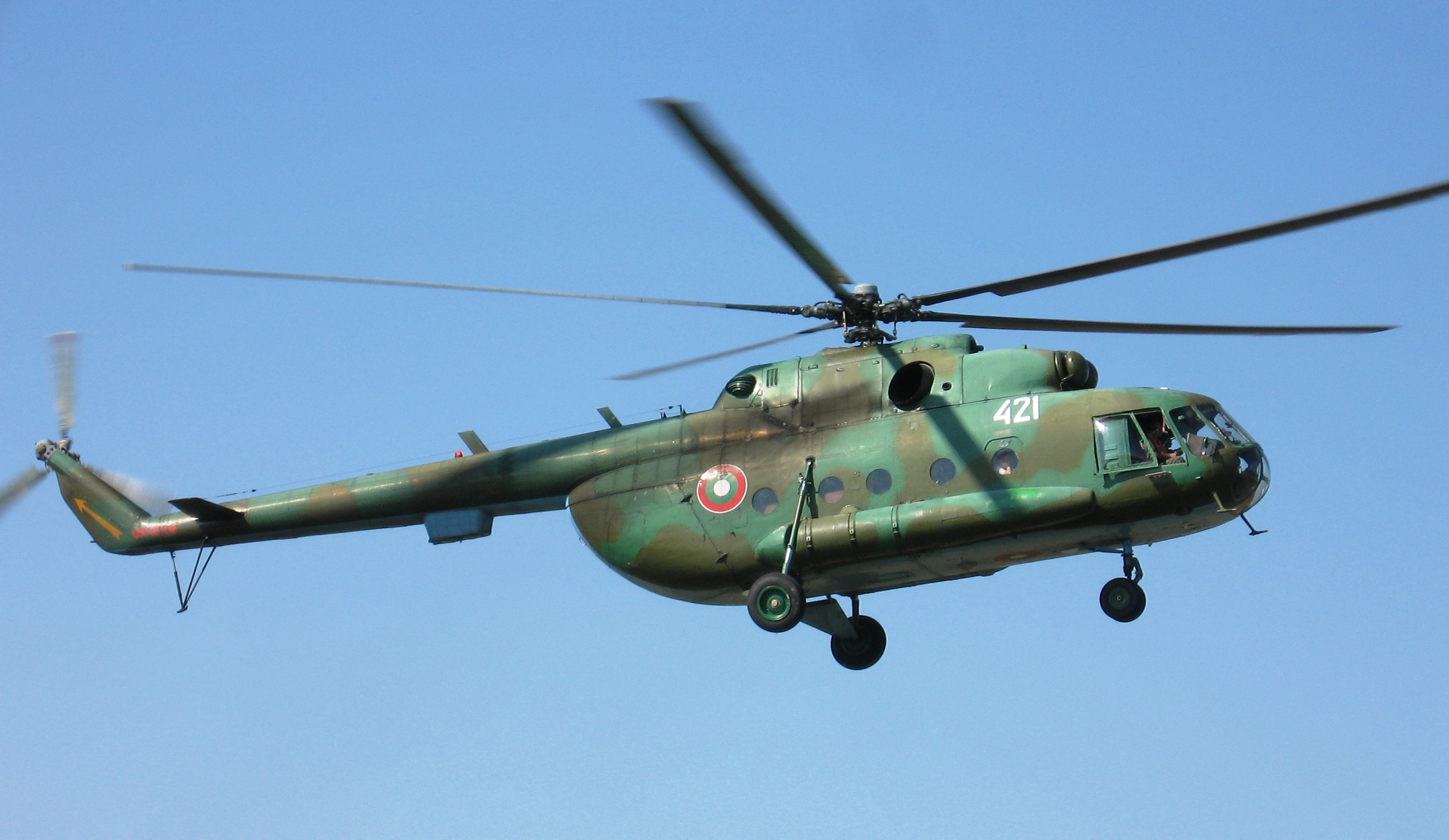
بالگرد روسی میل-۱۷
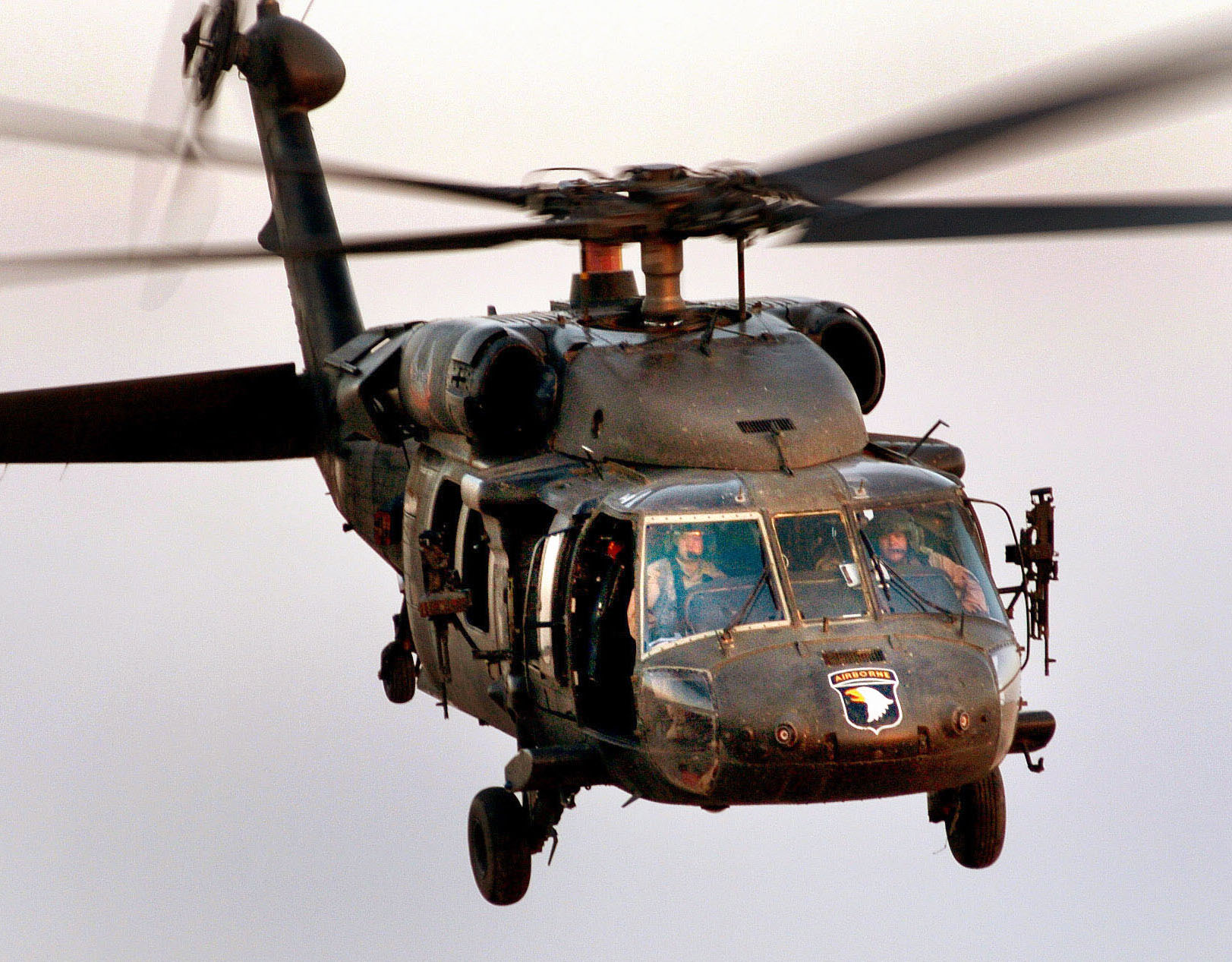
بالگرد آمریکایی یواچ-۶۰ بلک‌هاوک
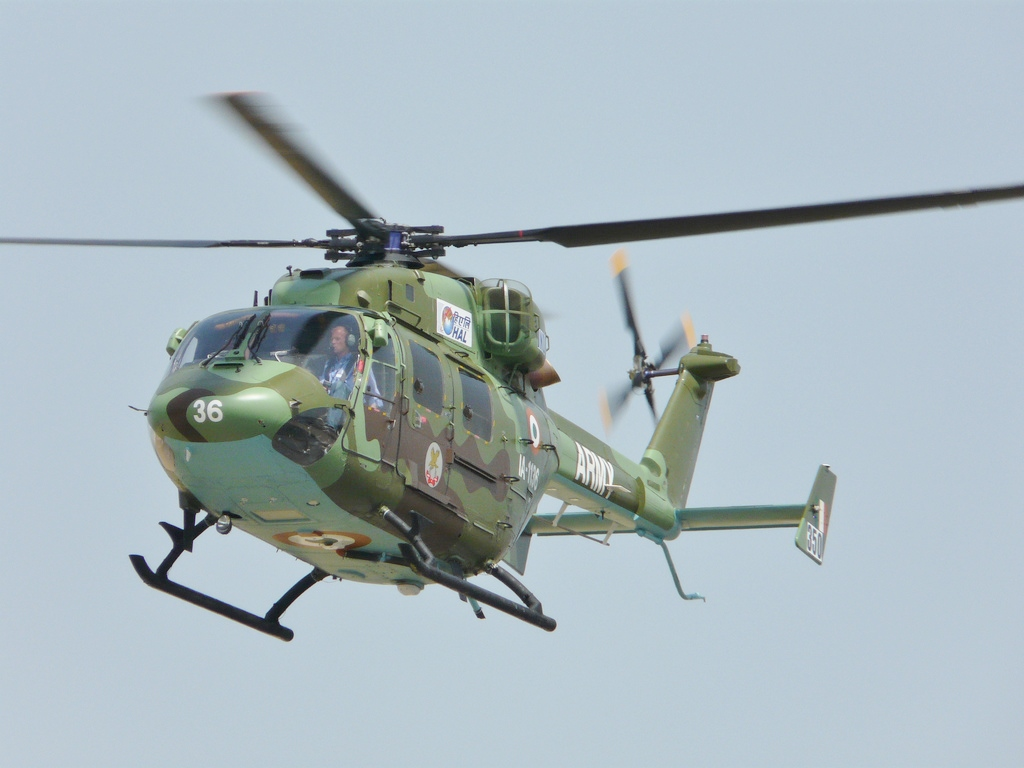
بالگرد هندی HAL Dhruv
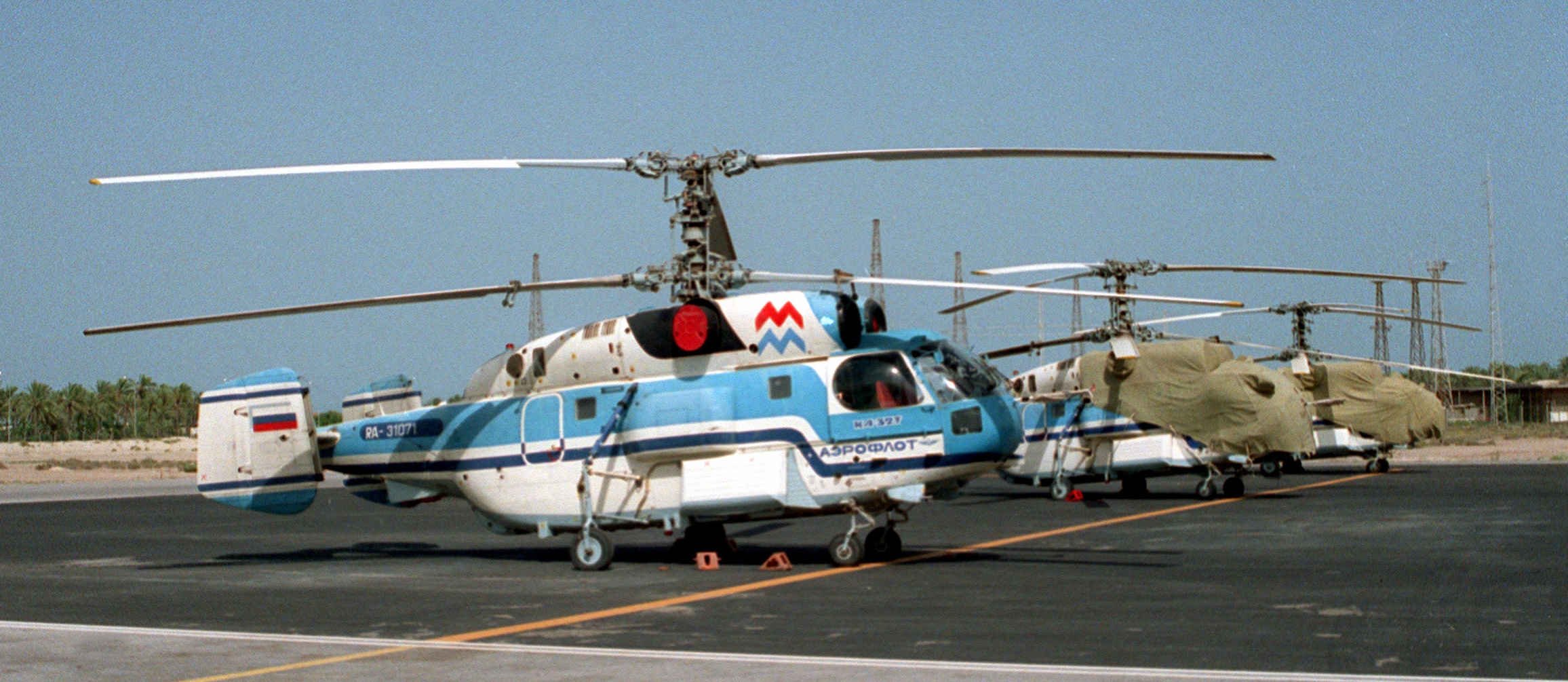
بالگرد روسی کاموف-۳۲
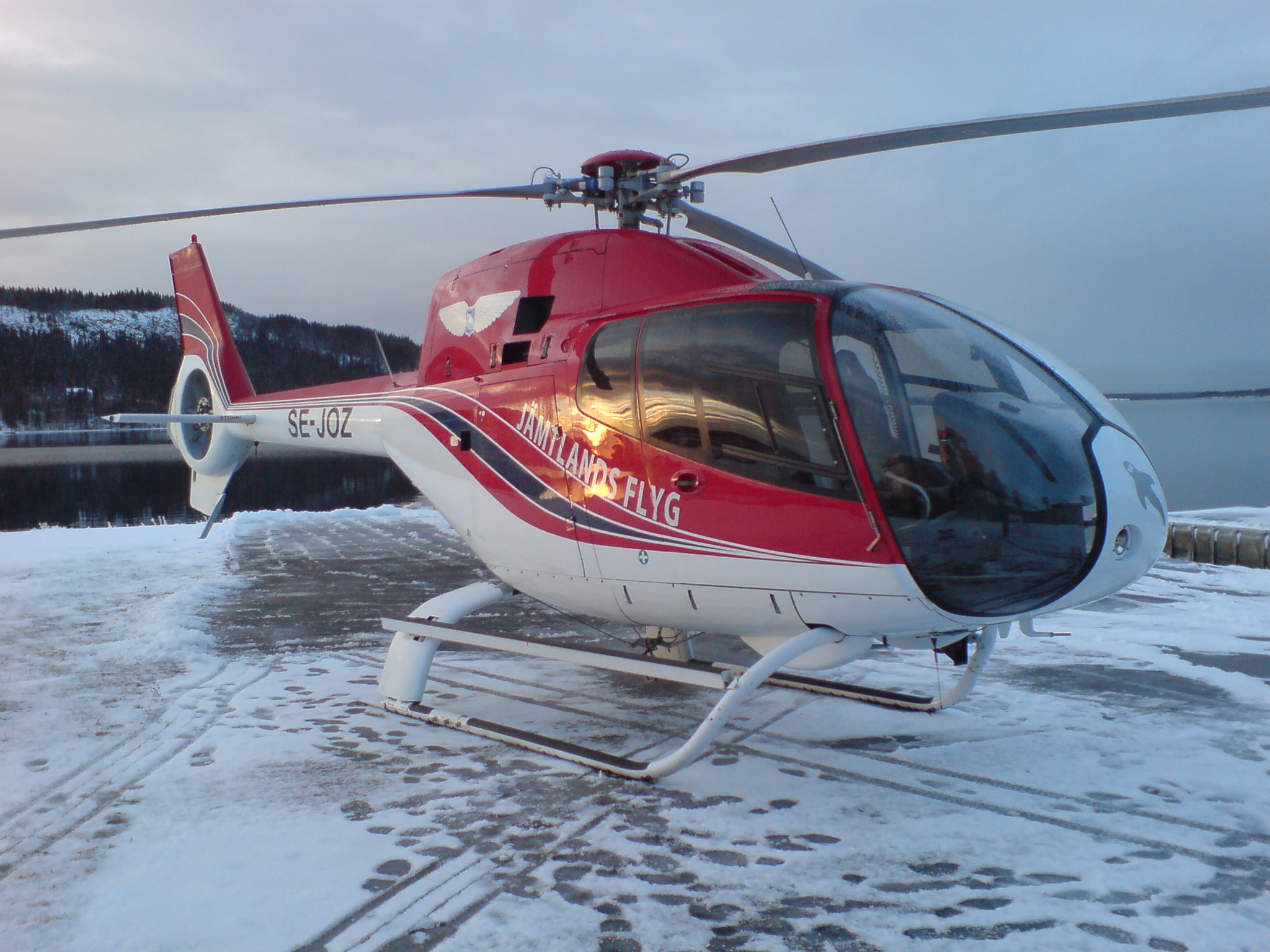
بالگرد فرانسوی-آلمانی یوروکوپتر ئی‌سی ۱۲۰
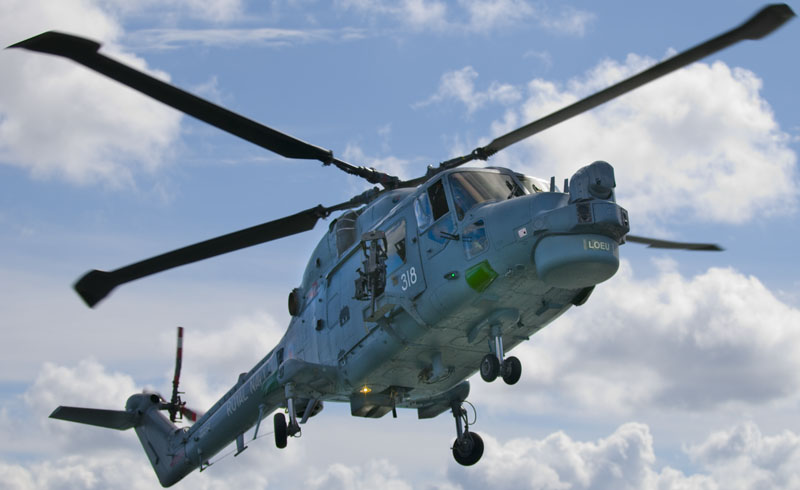
بالگرد دریایی بریتانیایی وستلند لینکس
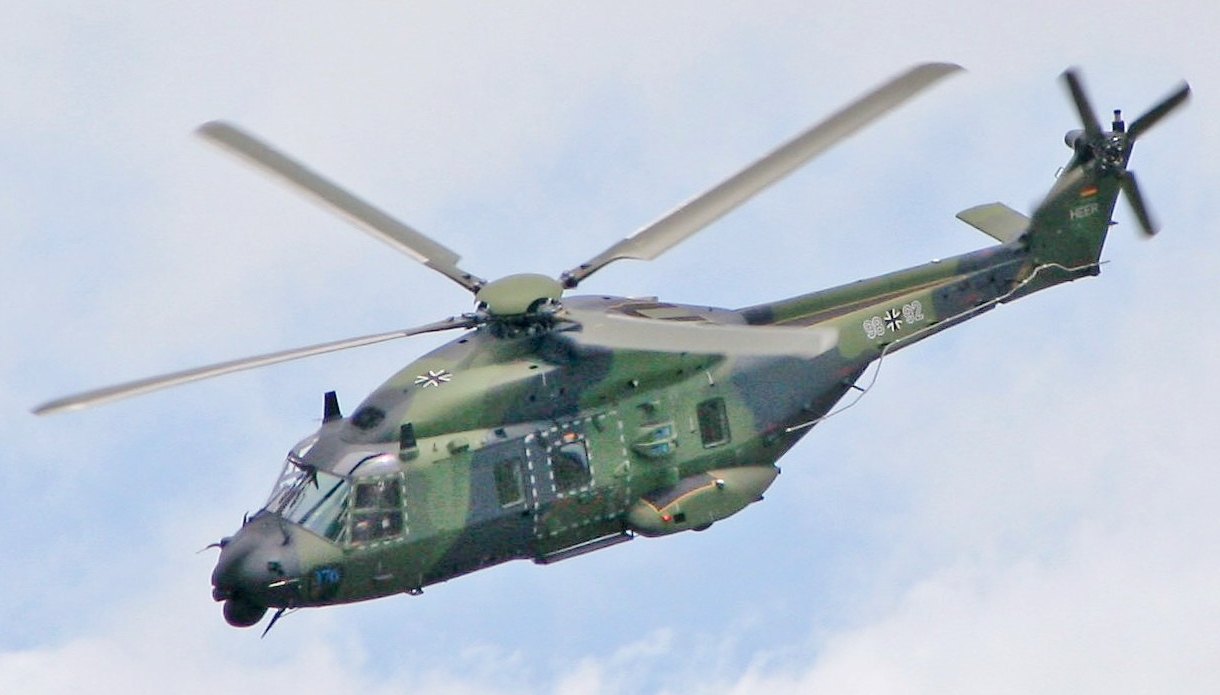
بالگرد اروپایی ان‌اچ-۹۰
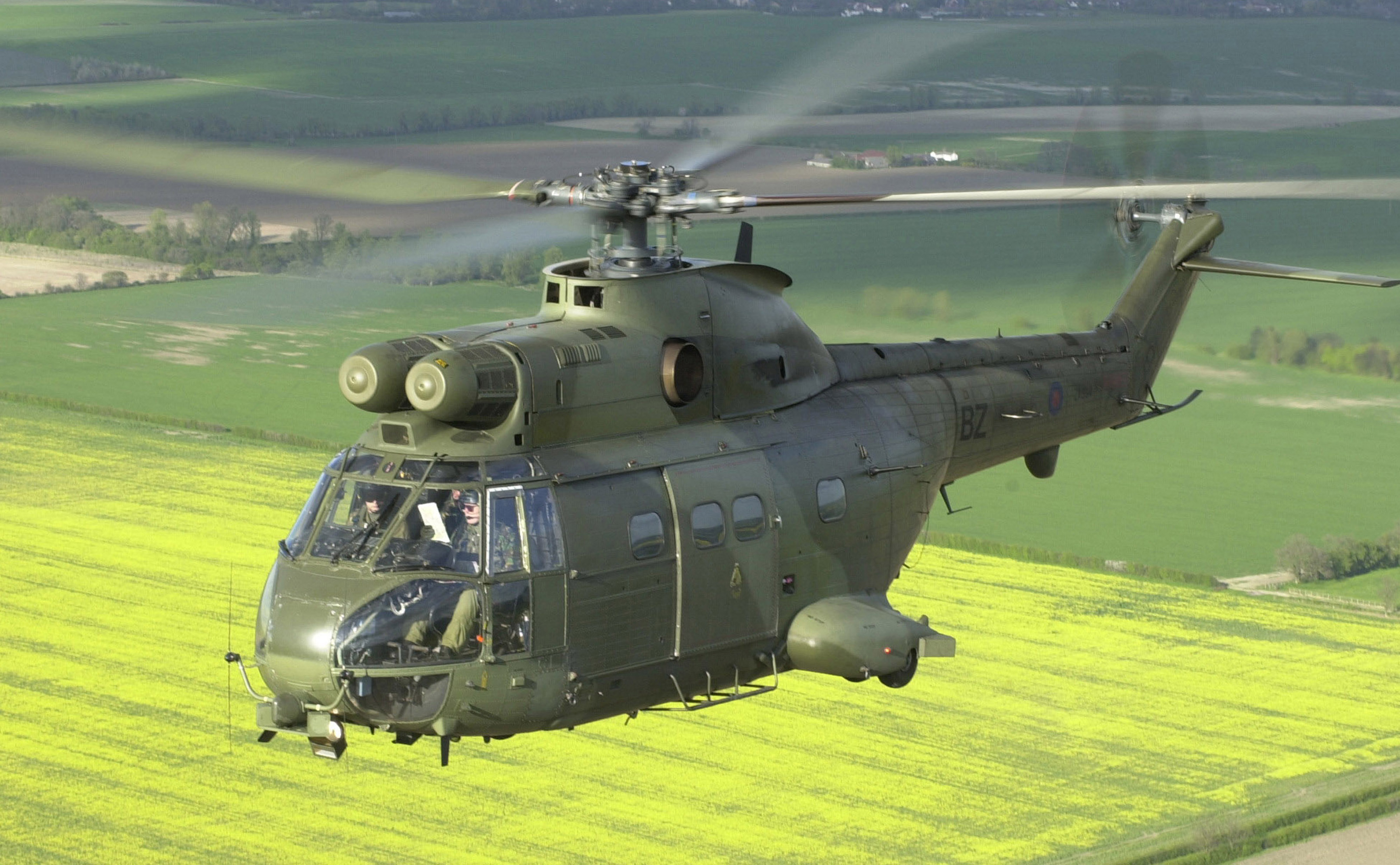
بالگرد فرانسوی پوما (بالگرد)